# Morenoina pteridicola
Morenoina pteridicola är en svampart som beskrevs av J.P. Ellis 1984. Morenoina pteridicola ingår i släktet Morenoina och familjen Asterinaceae.  Arten är reproducerande i Sverige. Inga underarter finns listade i Catalogue of Life.